# Соловьёв, Владимир Николаевич (гребец)
Владимир Николаевич Соловьёв (род. 21 ноября 1946, Ленинград) — советский гребец. Мастер спорта СССР международного класса (1970).
В академическую греблю пришёл в 1965 году. До этого занимался теннисом на кортах общества «Труд» (Каменный остров), который располагался близ гребного клуба «Знамя». Двукратный чемпион СССР (1970, 1972). Победитель Спартакиады народов СССР 1971 года (двойка без рулевых).
С 1969 по 1976 год являлся членом сборной СССР. Выступал на чемпионате мира 1970 года в Канаде. На чемпионате Европы 1971 года в Дании стал бронзовым призёром (восьмёрка). Участник Олимпийских игр 1972 года в Мюнхене, где занял 4 место в составе четвёрки с рулевым.
Чемпион Королевской регаты Хенли (1973).
В 1983 году стал руководителем гребного клуба «Знамя», который возглавлял на протяжении трёх десятилетий. Участвовал в организации международных соревнований среди ветеранов.